# Austin Channel
Austin Channel är ett sund i Kanada.   Det ligger i territoriet Nunavut, i den norra delen av landet, 3 600 km nordväst om huvudstaden Ottawa.